# Asterella dognyensis
Asterella dognyensis là một loài rêu trong họ Aytoniaceae. Loài này được H.A. Mill. mô tả khoa học đầu tiên năm 1981.